# Substancja przeciwpianotwórcza
Substancja przeciwpianotwórcza (substancja zapobiegająca pienieniu) – substancje zmniejszające pienienie się produktów lub eliminujące całkowicie proces pienienia się, zarówno w produkcji, jak i podczas spożywania.
Substancje przeciwpianotwórcze muszą posiadać niższe napięcie powierzchniowe w stosunku do układu, do którego są dodawane. Stosowane są najczęściej w przetwórstwie, do eliminowania nadmiernego powstawania piany podczas procesu wytwórczego. Rzadziej dodawane są do gotowych wyrobów, jako eliminator pienienia podczas spożywania (np. w gumie do żucia są to kwasy tłuszczowe, a w olejach, tłuszczach do smażenia, wyrobach cukierniczych i ciastach o luźnej konsystencji – dimetylopolisiloksan).